# Gare de La Redonne-Ensuès
La gare de La Redonne-Ensuès est une gare ferroviaire française, sur le territoire de la commune d'Ensuès-la-Redonne dans les Bouches-du-Rhône, en région Provence-Alpes-Côte d'Azur. 
La gare est située à 4 km du chef-lieu (Ensuès), en haut de la calanque de la Redonne, dominant la mer et le port de plus de 40 mètres. Du fait de sa situation, la gare de la Redonne ne dessert réellement que la calanque elle-même et, marginalement, les calanques voisines (la Madrague-de-Gignac, Figuières, Méjean).
Elle est une halte ferroviaire de la Société nationale des chemins de fer français (SNCF) desservie par des trains TER PACA.

## Situation ferroviaire
Établie à 36 m d'altitude, la gare de La Redonne-Ensuès est située au point kilométrique (PK) 858,708 de la ligne de Miramas à l'Estaque, entre les gares de Carry-le-Rouet et de Niolon.

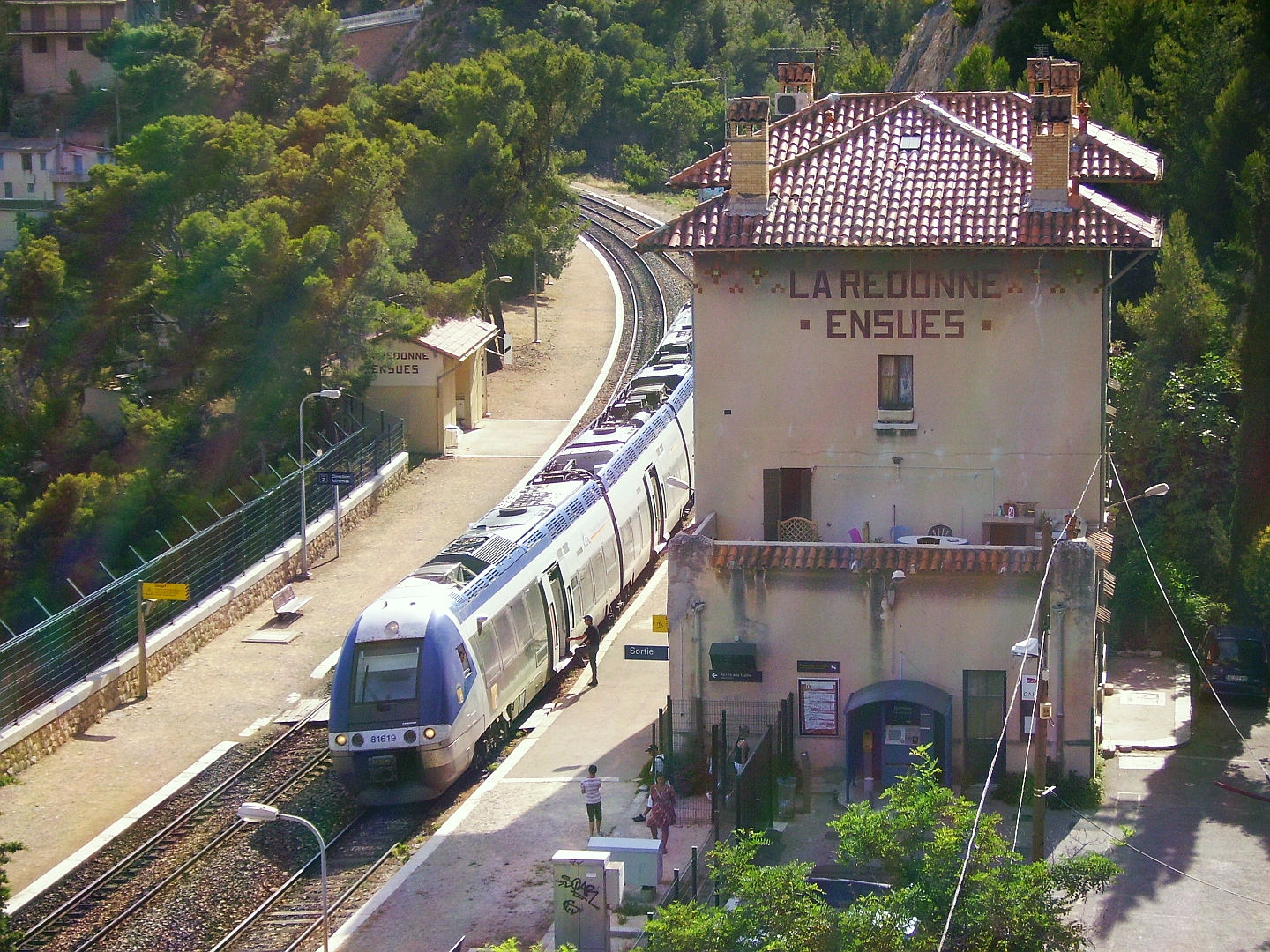
Un TER en gare en 2010.

## Histoire
La gare est ouverte avec la ligne, le 15 octobre 1915. En pleine guerre mondiale, la gare voit surtout passer, jusqu'en 1918, de nombreux convois militaires.
Devenue halte SNCF, l'ancien bâtiment voyageurs est fermé.
Dans les années 1990, la SNCF supprime la relation grande ligne Paris - Marseille via Cavaillon et Port-de-Bouc (surnommée « le Fosséen »).
Depuis le service d'hiver 2008, les trains TER circulent selon des horaires cadencés.

## Fréquentation
De 2015 à 2023, selon les estimations de la SNCF, la fréquentation annuelle de la gare s'élève aux nombres indiqués dans le tableau ci-dessous.
| Année               | 2015   | 2016   | 2017   | 2018   | 2019   | 2020   | 2021   | 2022   | 2023   |
| ------------------- | ------ | ------ | ------ | ------ | ------ | ------ | ------ | ------ | ------ |
| Nombre de voyageurs | 47 873 | 40 809 | 46 974 | 41 776 | 46 778 | 28 337 | 43 303 | 62 581 | 64 027 |

## Service des voyageurs

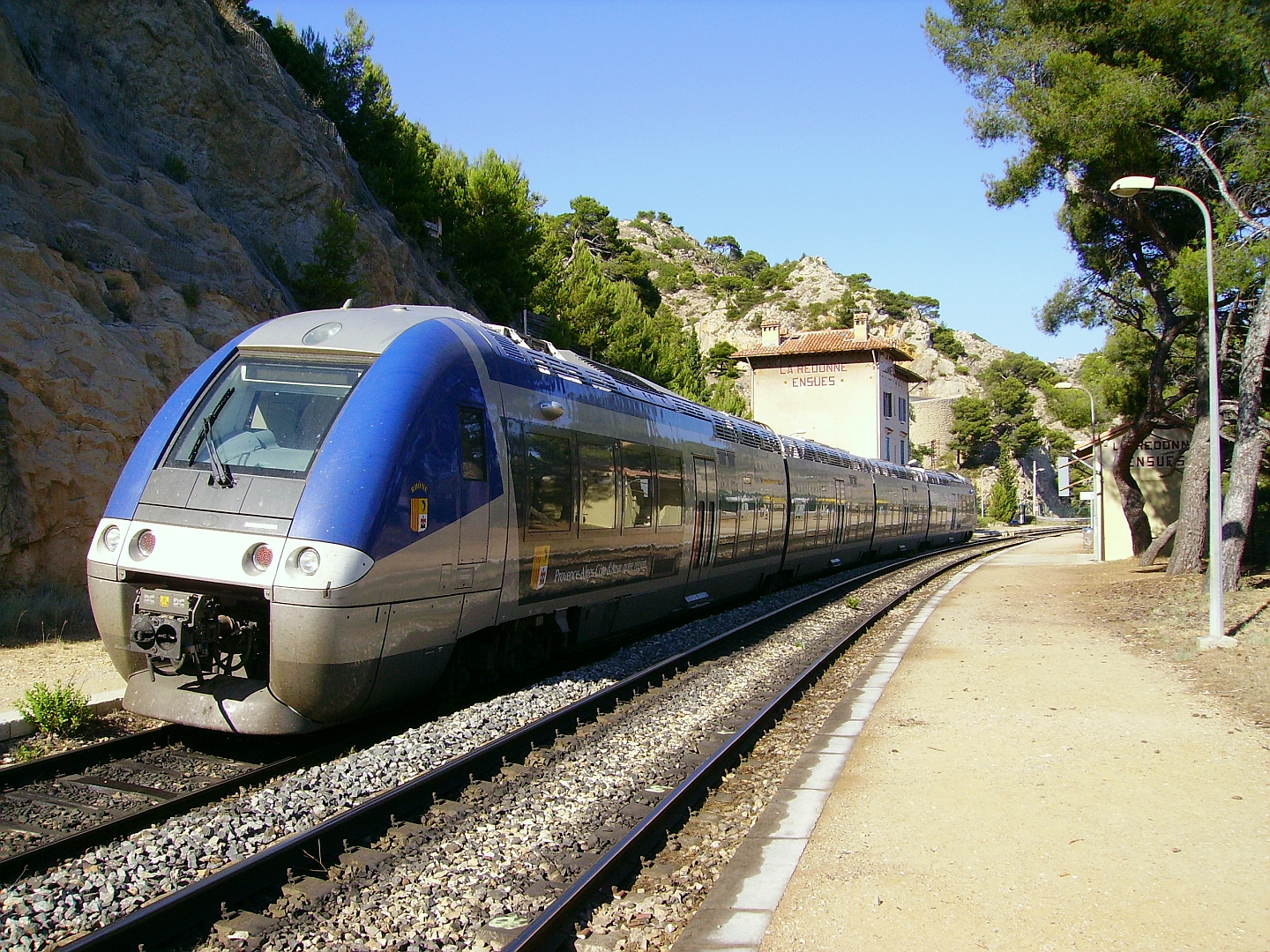
Un TER en gare.

### Accueil
Halte SNCF, c'est un point d'arrêt non géré (PANG) à entrée libre. Elle est équipée d'automates pour l'achat de titres de transport.

### Desserte
La Redonne-Ensuès est desservie par les trains TER Provence-Alpes-Côte d'Azur de la ligne 07 Marseille-Miramas (via Port-de-Bouc et Rognac) au rythme cadencé de 14 dans chaque sens en semaine.

### Intermodalité
Un parking pour les véhicules est aménagé.